# Puerto Aragón
Puerto Aragón es una localidad argentina ubicada en el departamento San Jerónimo de la provincia de Santa Fe. Se desarrolla linealmente sobre la costa del río Coronda, 5 km al este de Barrancas, de la cual depende administrativamente. Su principal actividad económica es el turismo sobre sus playas y actividades náuticas sobre el río Coronda, hay cabañas, camping municipal, comedores y guías de pesca.
Es un pueblo con historia, ya que se ubica en donde estuvo el Fuerte de la Buena Esperanza, fundado por Pedro de Mendoza en el siglo XVI, cercano a Corpus Christi. La localidad está compuesta mayoritariamente por casas de fin de semana, hay una guardería náutica y la pesca es una de las actividades principales.

## Población
Cuenta con 213 habitantes (Indec, 2010), lo que representa un descenso del 14% frente a los 247 habitantes (Indec, 2001) del censo anterior.
| Gráfica de evolución demográfica de Puerto Aragón entre 1991 y 2010 |
|                                                                     |
| Fuente: Censos nacionales del INDEC                                 |